# Чепагати
Чепагати (итал. Cepagatti) је насеље у Италији у округу Пескара, региону Абруцо.
Према процени из 2011. у насељу је живело 3131 становника. Насеље се налази на надморској висини од 144 м.

## Становништво
Према резултатима пописа становништва 2011. у општини је живело 10.449 становника.
| 1931. | 1936. | 1951. | 1961. | 1971. | 1981. | 1991. | 2001. | 2011.  |
| ----- | ----- | ----- | ----- | ----- | ----- | ----- | ----- | ------ |
| 4.717 | 5.004 | 5.316 | 5.015 | 5.330 | 6.825 | 7.870 | 9.097 | 10.449 |

## Партнерски градови
- Солун